# Временной монстр
Временной монстр (англ. The Time Monster) — пятая и последняя серия девятого сезона британского научно-фантастического телесериала «Доктор Кто», состоящая из шести эпизодов, которые были показаны в период с 20 мая по 24 июня 1972 года.

## Сюжет
Мастер, притворившись профессором Таскалосом (греческий перевод его имени), внедряется в Ньютоновский исследовательский отдел в Кембриджском университете, чтобы проводить эксперименты со временем. Его эксперимент TOMTIT (с англ. — «Transmission of Matter Through Interstitial Time», «Передатчик материи через промежуточное время») проводится с помощью Рут Ингрэм и Стюарта Хайда и направлен на передачу материи с помощью световых лучей. Мастер гипнотизирует доктора Персиваля, директора института, который чуть не раскрыл его личность. Он особенно заинтересован в исследовании кристалла в форме трезубца, который он использует для вызова Кроноса.
Доктор и Джо посещают институт, отследив ТАРДИС Мастера. Он узнаёт, что время вокруг места проведения эксперимента течёт медленно, а Хайд постарел до восьмидесяти лет. Бригадир Летбридж-Стюарт, также попавший под эксперимент, начинает охоту за Мастером. Доктор объясняет Рут и Джо, что Кронос — сильный Хроновор, создание, питающееся самим временем, однажды призванное в Атлантиду с помощью кристалла-трезубца, который был во много раз больше того, что у Мастера, но оставшегося там. Доктор подозревает, что поимка Кроноса и есть цель Мастера, и предупреждает, что это может грозить уничтожением всей вселенной.
Тем временем Мастер через промежуточное время перемещает из Атлантиды Кразиса, верховного жреца Посейдона. Мастер отбирает у жреца Печать Кроноса, чтобы призывать того в комнату. Кронос, белое птицеподобное существо, пожирает Персиваля. Мастер пытается контролировать его с помощью печати, но у него не выходит, потому что у него только малая часть кристалла.
Доктор строит аналог потока времени, чтобы прервать эксперименты Мастера, и двое врагов вступают в схватку со странными последствиями: в настоящем появляются персонажи из прошлого, Стюарт Хайд возвращается в оригинальный возраст, сержант Бентон, попав в поток TOMTIT, становится малышом, а отряд ЮНИТ с Бригадиром замораживается во временном пузыре. Обе ТАРДИС приземляются друг в друге, и Доктора выбрасывает во временной вихрь, но он выживает благодаря Джо и ТАРДИС.
В древней Атлантиде старый и мудрый король Далиос обеспокоен исчезновением Кразиса и угрозой настоящему кристаллу Кроноса, который охраняет Минотавр в центре лабиринта. Мастер прибывает в Атлантиду в поисках кристалла и вскоре входит во двор Атлантиды, втягивая доверчивую королеву Галлею в свой план. Далиос предупреждает об опасностях в те времена, когда Кронос служил Атлантиде, но его жена не слушает его мольбы и подозрения насчёт Мастера, которого она считает посланником богов. Когда прибывают Джо и Доктор, король, которому Кронос дал долголетие, доверяется Доктору и рассказывает, что, когда Атлантида отвернулась от Кроноса, они попытались сделать так, чтобы его никогда не призывали. Но кристалл невозможно уничтожить, только расколоть. Далиос также рассказывает, что Минотавр — его старый друг, который пожелал силу быка, и Кронос исполнил его желание. Доктор сталкивается с Минотавром, когда спасает Джо, заманенную в лабиринт Кразисом, и убивает его. Кристалл выносят из подземелья, но Мастер сговаривается с Галлеей и узурпирует трон, а Далиоса хватают. Доктор и Джо вскоре тоже попадаются и видят смерть Далиоса после жестоких пыток.
Во время встречи совета Атлантиды Галлея узнаёт о смерти любимого и уважаемого ей Далиоса и перестаёт верить Мастеру. Кразис тем не менее на его стороне и призывает Кроноса в Атлантиду ещё раз. Разъярённый Хроновор начинает уничтожать Атлантиду, и Мастер сбегает на ТАРДИС, прихватив Джо. Доктор преследует его на своей, в то время как Кронос уничтожает город и его население.
Доктор угрожает уничтожить обе ТАРДИС путём «временного тарана», поместив обе в одну точку времени-пространства. Когда он исполняет угрозу, появляется Кронос и возвращает Доктора и Джо в их ТАРДИС. По просьбе Доктора Мастера тоже освобождают, но тот убегает на своей ТАРДИС. Путешественники возвращаются в институт, а Ингрэм и Хайд с помощью TOMTIT возвращают солдат ЮНИТ в норму, а Бентона во взрослое состояние. Машина перегружается и ломается, что приводит эксперименты со временем к концу.

## Трансляции и отзывы
| Эпизод            | Дата показа  | Продолжительность | Телезрители (в миллионах) | Archive               |
| ----------------- | ------------ | ----------------- | ------------------------- | --------------------- |
| «Эпизод 1»        | 20 мая 1972  | 25:04             | 7,6                       | PAL colour conversion |
| «Эпизод 2»        | 27 мая 1972  | 25:05             | 7,4                       | PAL colour conversion |
| «Эпизод 3»        | 3 июня 1972  | 23:59             | 8,1                       | PAL colour conversion |
| «Эпизод 4»        | 10 июня 1972 | 23:55             | 7,6                       | PAL colour conversion |
| «Эпизод 5»        | 17 июня 1972 | 24:29             | 6,0                       | PAL colour conversion |
| «Эпизод 6»        | 24 июня 1972 | 24:55             | 7,6                       | PAL colour conversion |
| [ 1 ] [ 2 ] [ 3 ] |              |                   |                           |                       |